# Białołęka
Białołęka, situado al norte de Varsovia (Polonia), es, en términos de superficie, el mayor distrito de la ciudad.
El distrito de Białołęka se caracteriza por un desarrollo rápido del urbanismo. Continuamente se están construyendo nuevas viviendas.
Se trata del barrio más verde de la ciudad.

## Historia

### Villa de Białołęka
La Villa de Białołęka nació en 1425 y pertenecía a la familia Gołyński. En 1938, Białołęka ya contaba con 900 habitantes y pertenecía al municipio de Bródno.

### Distrito de Białołęka
En 1994, debido al Acto sobre la nueva división territorial de la capital, Białołęka cambió su nombre por Municipio de Warszawa-Białołęka. En 2002 se cambió esta división territorial, reemplazando los municipios de Varsovia por distritos.